# Casa de la Música de Mataró
La Casa de la Música de Mataró (també amb la denominació 'Casa de la Música Popular' els primers anys) és un projecte públicoprivat de dinamització de la música a Mataró creat al maig del 2005 per la cooperativa sense afany de lucre Visualsonora i l'Institut Català de les Empreses Culturals (Generalitat de Catalunya) i l'Ajuntament de Mataró. La Casa de la Música de Mataró forma part de la Xarxa de Cases de la Música, formada per la Casa de la Música de l'Hospitalet, la Casa de la Música de Terrassa, la Casa de la Música de Manresa i la Casa de la Música del Gironès.
La Casa de la Música desenvolupa els primers anys un programa de col·laboració amb les associacions de pares i mares de diferents escoles de Mataró. Sota el lema "música per a tothom" impulsa diferents activitats com ara sessions de primer contacte amb un instrument, classes magistrals, tallers de DJ o de rap en català. Amb la creació de l'Escola Municipal de Música de Mataró el curs 2009-10, l'activitat formativa de la Casa de la Música es va reduint fins a l'actualitat que programa tallers com la Tribukada, batucada amb músics amb diversitat funcional (activitat coordinada amb el Taller d'Idees) i dona suport a l'activitat de les diferents escoles de música de la ciutat (sobretot amb la cessió gratuïta de la Sala Clap per a fer-hi audicions).
La creació és un dels altres eixos del projecte. En aquest sentit la Casa de la Música impulsa la inserció dels grups locals nous en el mercat musical amb serveis com l'assessorament a grups i músics, les beques de la Xarxa de Cases de la Música de suport a la creació, les residències a la Sala Clap de Mataró o la cessió i lloguer de bucs d'assaig.
La programació musical esdevé un altre eix fonamental de l'activitat de la Casa de la Música de Mataró programant concerts de tota classe d'estils i dinamitzant diferents espais (Sala Clap, Teatre Monumental, Casal Nova Aliança, entre d'altres recintes; així com espais a l'aire lliure).
La Casa de la Música també impulsa diferents cicles de concerts i festivals al llarg de l'any. Destaquen el Cruïlla de Cultures de Mataró (2005 a 2009), el Músiques Tranquil·les (2006 a l'actualitat) o el Black Sounds (2018 a l'actualitat). La Casa de la Música al llarg d'aquests anys ha programat artistes de primer nivell i d'estils tan diversos com The Wailers, Manu Chao, els Manel, D'Callaos, els Pets o Roger Mas.
Iniciatives amb el suport o impulsades des de la Casa de la Música de Mataró:
- Vermut Musical als barris, cicle de concerts a diferents indrets dels barris de Mataró amb músics de "Kilòmetre 0" un diumenge al migdia al mes.[12]